# Limor Fried
Limor Fried es una ingeniera eléctrica estadounidense y dueña de la compañía de electrónicos Adafruit Industries. Es influyente en la comunidad de hardware libre, participó en la Primera Reunión de Hardware Libre y en la redacción de la definición de Hardware Libre. Es conocida por su usuario ladyada, un homenaje a Lady Ada Lovelace.

## Carrera y reconocimiento
Fried estudió en el Instituto Tecnológico de Massachusetts (MIT), logrando un BS en Informática e Ingeniería Eléctricas en 2003 y un máster de Ingeniería en 2005. Como parte de su calificación, creó un proyecto llamado Social Defense Mechanisms: Tools for Reclaiming Our Personal Space. Siguiendo el concepto de diseño crítico realizó prototipos de lentes que se oscurecen frente a un televisor, y un RF jammer de bajo poder que impide a los teléfonos celulares operar en el espacio personal de un usuario.
Fried fue miembro de Eyebeam en 2005 y 2006.
En 2005, Fried fundó lo que sería Adafruit Industries, primero en su habitación del MIT y luego en Nueva York. La compañía diseña y vende kits electrónicos, componentes y herramientas, principalmente para el mercado de los hobbies. Para 2010 la compañía tenía ocho empleados y había enviado más de 3 millones de dólares en productos. La misión de la compañía se extiende más allá de este sector, trabajando en la promoción de la educación STEM y la cultura maker.
En 2009 recibió el Pioneer Award de la Electronic Frontier Foundation por su participación en la comunidad del hardware y software libre. En 2011, la revista Fast Company le otorgó el Premio a la Mujer Más Influyente en la Tecnología, y fue la primera mujer ingeniera en aparecer en la portada de la revista Wired. En una entrevista con CNET, Fried afirmó: "Si hay una cosa que me gustaría ver, sería que algunos niños se digan a sí mismos 'yo podría hacer eso' y comiencen el viaje para ser ingenieros y emprendedores". Limor fue nombrada "Emprendedora del Año" en 2012 por la revista Entrepreneur; la única mujer entre los 15 finalistas.

## Proyecto Open Kinect
En respuesta al lanzamiento de Kinect para Xbox 360 en 2010, Fried, junto con Phillip Torrone, organizó un desafío para crear un driver de código abierto por 1000 dólares. Después de que Microsoft denunciara que el desafío era una modificación de su producto, Adafruit aumentó el premio a $2.000 y luego a $3.000 dólares. Esto incitó una respuesta de un portavoz de la compañía Microsoft tras los avances en el desarrollo de drivers de código abierto, quienes retiraron la condena al proyecto y se mostraron entusiasmados por los logros de la comunidad.